# Arvika
Arvika é uma cidade do oeste da província histórica da Värmland, na Suécia. 
Está situada no norte do lago Glafsfjorden, e localizada a 80 km a noroeste da cidade de Karlstad.
É a sede da comuna de Arvika, pertencente ao condado da Värmland. 

Arvika
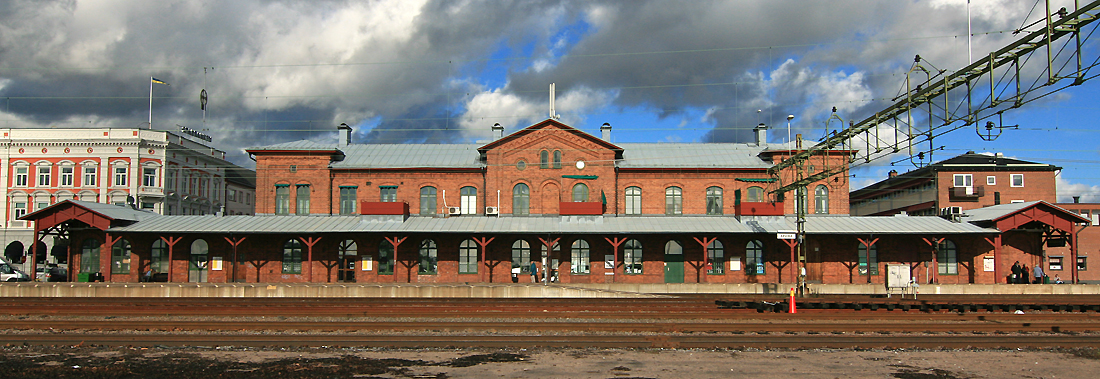
Estação ferroviária
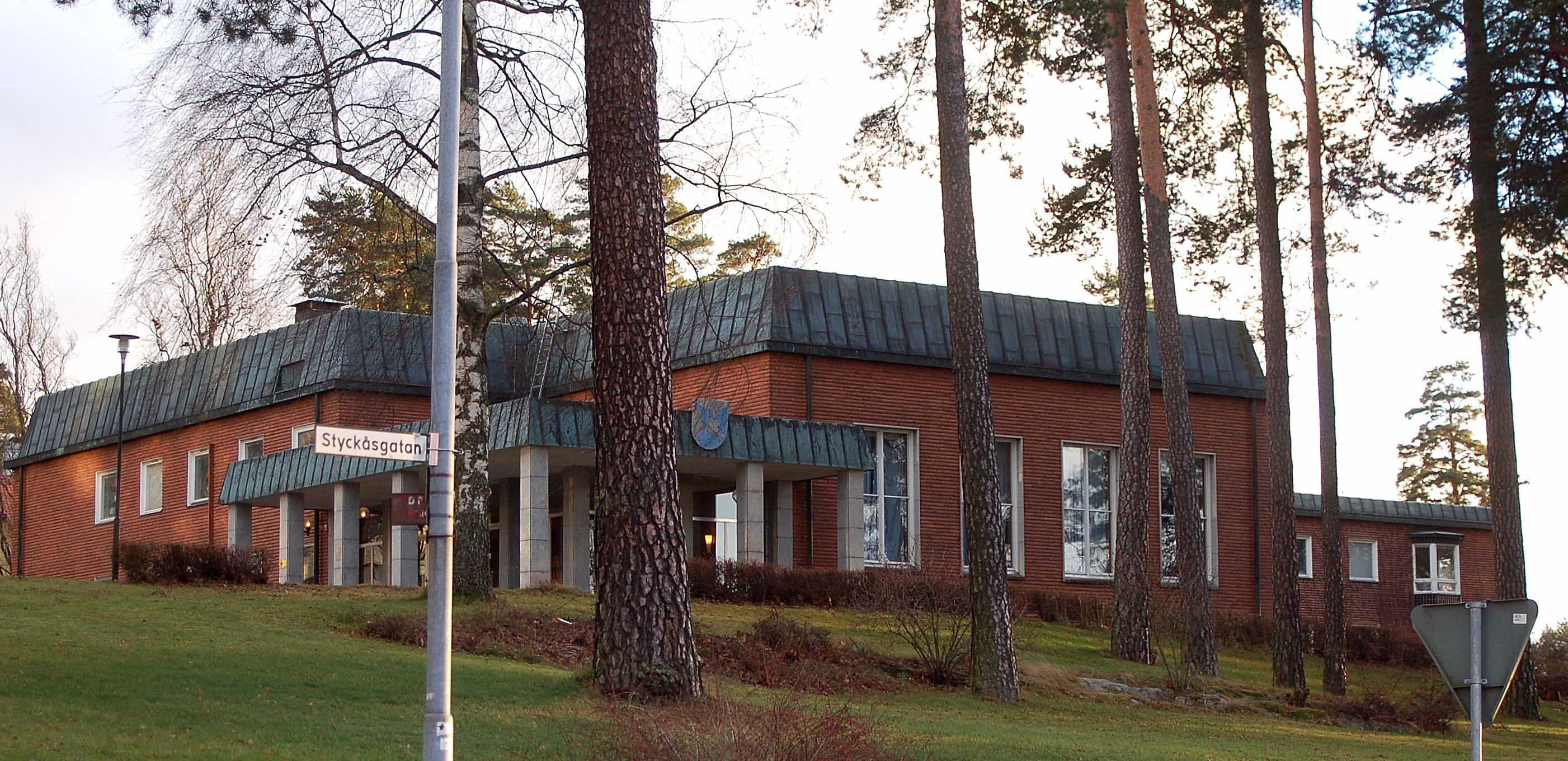
Tribunal
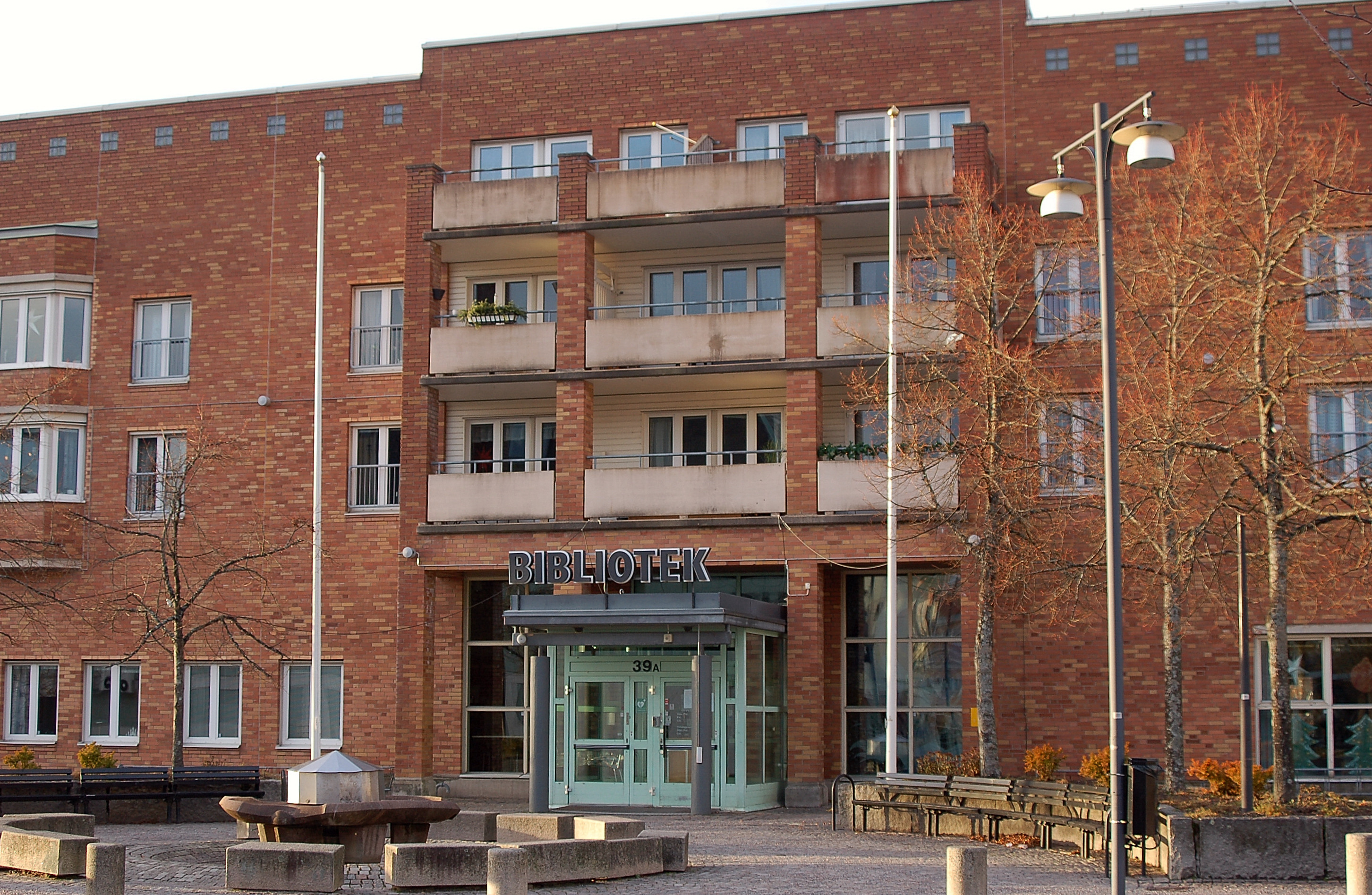
Biblioteca municipal
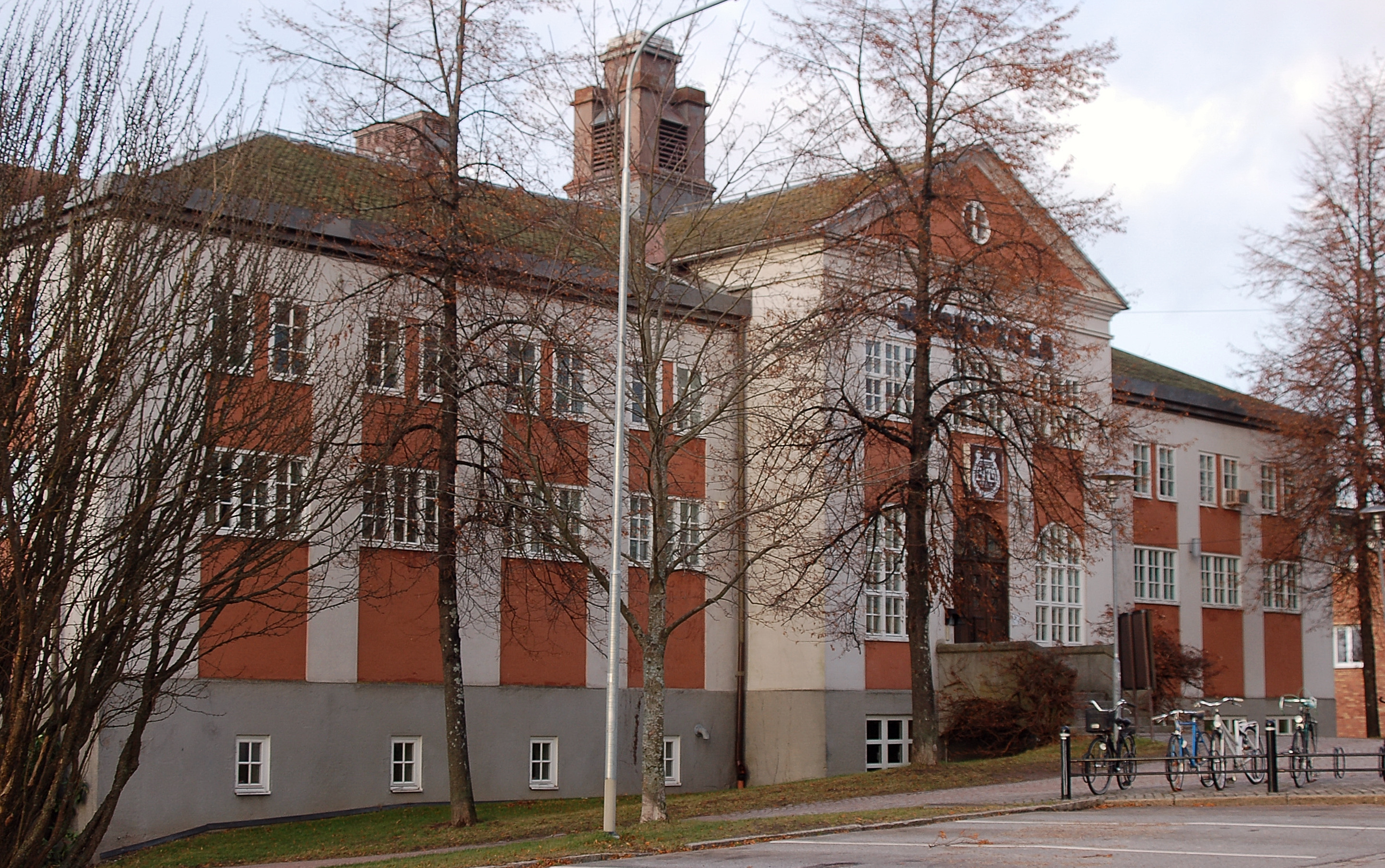
Escola de Música